# Броварський краєзнавчий музей
Броварськи́й краєзна́вчий музе́й — районний краєзнавчий музей у місті Бровари Київської області, місцеве зібрання матеріалів і предметів з історії та культури Лівобережжя Київщини.

## Загальна інформація та історія
Броварський краєзнавчий музей розташований у сучасній будівлі в центрі міста за адресою: 07400, Київська область, м. Бровари, вул. Героїв України, 6.
Музей було створено 1981 року як місцевий музейний заклад на громадських засадах. Спершу це був філіал Переяславського музею.
Починаючи з 1997 року заклад є самостійним державним краєзнавчим музеєм.

## Експозиція та діяльність
На сьогодні в Броварському краєзнавчому музеї на площі 275 м² працює 16 експозиційних залів:
1. в першому залі — природознавча колекція;
2. в другому — історико-археологічні експонати від кам'яної доби до кінця XIX століття — в тому числі окремі вітрини відображають життя краю часів Козаччини, ще один розділ присвячено матеріалам про перебування на Броварщині українського генія Т. Г. Шевченка;
3. затишна етнографічна виставка розташована в третьому залі — тут відтворено побут та народні ремесла українського народу;
4. у наступній (четвертій) залі відображені події ХХ століття — від визвольних змагань українців 1917—21 рр. до завершення німецько-радянської війни, зокрема окремі вітрини відображають період колективізації, Голодомору 1932—1933 рр., роботу в Броварській дитячій трудовій колонії № 5 у 1936—37 рр. видатного педагога А. С. Макаренка;
5. п'ятий зал є виставковим;
6. у шостій залі — розміщено матеріали й предмети, що розповідають про сучасне життя міста Бровари, про промисловий розвиток регіону, про знаменитих людей — діячів культури і спорту, якими пишаються Бровари та передмістя.

В експозиції музею налічується близько 2 тис. експонатів, усього в фондах музею — понад 7 тис. експонатів. Хоч і невеликі фонди має Броварський краєзнавчий музей, але й тут знаходяться безцінні речі, що не мають аналогів в світі — наприклад, ритуальна кістяна сокира та срібні сережки доби Київської Русі.
У музеї також виставлені роботи місцевих художників та скульпторів, макети броварських храмів, чудернацькі вироби місцевих майстрів (з коріння дерев, пейзажі, натюрморти, ікони, зроблені з насіння тощо).
Співробітники музею постійно працюють над поновленням експозиції закладу, в тому числі шляхом здійснення археологічних експедицій.